# Oak Harbor (Washington)
Oak Harbor je grad u američkoj saveznoj državi Washington. Prema popisu stanovništva iz 2010. u njemu je živjelo 22.075 stanovnika.